# Театральна площа (Кропивницький)
Театральна площа  — одна з центральних площ міста Кропивницький. Свою назву отримала 17 травня 2012 року.
Театральна площа розташована в Подільському районі Кропивницького й міститься у просторі між вулицями Театральною та Кавалерійською.

## Історія
Декілька століть тому на місці сучасної Театральної площі був ліс. 

## Будівлі
Найгарнішою спорудою цієї площі та Кропивницького, на думку багатьох жителів міста, є Кіровоградський театр імені Марка Кропивницького.

## Пам'ятники
На площі стоїть гранітне погруддя Марку Кропивницькому.